# Rough Play
Rough Play (tiếng Hàn: 배우는 배우다; Romaja: Baeuneun Baeuda; lit. "An Actor is an Actor") là phim Hàn Quốc năm 2013 về diễn viên (do Lee Joon đóng) người đã trở thành siêu sao một đêm sau đó vụt tắt. Nó được viết và điều hành sản xuất bởi Kim Ki-duk, và đạo diễn bởi Shin Yeon-shik. Nó được chiếu tại Liên hoan phim quốc tế Busan lần thứ 18, và được phát hành trên rạp vào 24 tháng 10 năm 2013.

## Nội dung
Young là diễn viên vô danh người có giấc mơ trở thành ngôi sao lớn. Một ngày kia, anh đã tìm được bước đột phá với bộ phim và trở thành ngôi sao trong một đêm. Anh khám phá những điều ẩn giấu mới của danh vọng, quyền lực, và niềm vui, nhưng chắc chắn mọi thứ đều có một mặt xấu, mọi người xung quanh anh đều đáng sợ.

## Diễn viên
- Lee Joon - Oh Young[8][9][10][11]
- Seo Young-hee - Oh Yeon-hee
- Kang Shin-hyo - Woo-geun
- Kyung Sung-hwan - trưởng phòng Kim
- Min Ji-woo - Hong Ji-min
- Seo Beom-seok - Kim Jang-ho
- Lee Hwa-shi - Quý bà giàu sang
- Sung Hong-il - Đại diện Kang
- Kim In-soo - Đạo diễn của Rice Cake Hat
- Kim Jung-seok - Đạo diễn của Moebius
- Lee Hyun-ho - Trợ lý giám đốc Moebius
- Kim So-yeon - nữ diễn viên Moebius
- Lee Sae-byul - nữ sinh
- Gi Ju-bong - giám đốc rạp hát
- Oh Gwang-rok - Jo Kang-ho
- Ma Dong-seok - chủ băng đảng
- Yang Dong-geun - Kang Bin
- Kim Hyung-jun[12] - Thực tập sinh
- Ahn Sung-ki - Jeonju festival VIP
- Lee Choon-yeon - Jeonju festival VIP
- Ryoo Seung-wan - Jeonju festival VIP
- Kim Kkot-bi - Jeonju festival VIP

## Liên kết
- Website chính thức (tiếng Hàn)
- Rough Play tại Korean Movie Database
- Rough Play trên Internet Movie Database
- Rough Play tại HanCinema